# 10773 Jamespaton
10773 Jamespaton eller 1991 AK2 är en asteroid i huvudbältet som upptäcktes den 7 januari 1991 av den australiensiske astronomen Robert H. McNaught vid Siding Spring-observatoriet. Den är uppkallad efter skoten James Paton.
Den har den diameter på ungefär 10 kilometer och den tillhör asteroidgruppen Higson.